# Плита часу
«Плита часу» (англ. Tablet of Time) — одинадцята серія другого сезону мультсеріалу «Людина-павук» 1994 року.

## Сюжет
КінгПін планує заволодіти таємничою «плитою часу», яка повертає власникові вічну молодість, але у нього є конкурент — Срібногривий. Кувалда з його бандою викрадає плиту. Їх намагається зупинити Людина-павук, але зазнає поразки, але дістає плиту. КінгПін та Елістер Сміт створюють гігантського робота, який нападає на Павука. Робот викрадає плиту і приносить її КінгПіну. Робот знову нападає на Павука у домі Курта Коннорса, який знову перетворюється на Ящіра і знищує робота. Тим часом Кувалда викрадає Ванессу Фіск, дружину КінгПіна, і наказує найманцеві Могильнику вкрасти плиту. А тим часом Людина-павук бореться з Ящіром, і перемагає його, після чого дає тому ліки від мутації, але до лабораторії вривається Могильник, щоб вкрасти Коннорса.

## У ролях
- Крістофер Деніел Барнс — Пітер Паркер/Людина-павук
- Ліз Джорджез — Дебра Вітмен
- Едвард Еснер — Джона Джеймсон
- Джозеф Кампанелла — доктор Курт Коннорс/Ящір
- Жизель Лорен — Маргарет Коннорс
- Роско Лі Браун — Вілсон Фіск/КінгПін
- Максвелл Колфілд — Елістер Сміт
- Джефф Корі — Сільвіо Манфреді/Срібногривий
- Лі-Еллін Бейкер — Алісія Сільвер
- Ніккі Блер — Кувалда
- Доріан Гейрвуд — Лонні Лінкольн/Могильник
- Керолайн Гудалл — Ванесса Фіск